# Nicholas Kaldor
Nicholas Kaldor, född 1908, död 1986, var en ungersk-brittisk nationalekonom. Hans många teorier hade relativt sett ovanligt stor och framgångsrik inverkan på politiska beslut, bland annat när han fungerade som ekonomisk rådgivare åt den brittiska finansministern under labourregeringarna på 1960- och 70-talen. Han medverkade i otaliga politiska utredningar och kommissioner, i både Storbritannien och andra länder. Kaldor arbetade före och under andra världskriget med makroekonomiska frågeställningar under inflytande av John Maynard Keynes, och publicerade framstående verk inom konjunkturteori, ekonomisk tillväxt och det internationella monetära systemet. Under senare delen av sin karriär verkade Kaldor nära den politiska makten i Storbritannien, och publicerade viktiga verk inom fördelningspolitik och beskattningsteori. Han var en av upphovsmännen bakom det kortlivade försöket med Selective Employment Tax (SET) under Harold Wilsons regering, där man beskattade arbete i tjänstesektorn samtidigt som man subventionerade arbete i tillverkningsindustrin. Kaldors teorier kännetecknas av verklighetsanknytning och kritik av neoklassisk och monetaristisk analys.

## Biografi
Kaldor föddes i Budapest i dåvarande Österrike-Ungern och flyttade till London i slutet av 1920-talet för att studera. Mellan 1932 och 1947 verkade han som lektor vid London School of Economics, samtidigt som han framgångsrikt publicerade olika teoretiska bidrag. Han blev senare fellow vid King's College i Cambridge och var professor där mellan 1966 och 1975. Han adlades 1974 till Baron Kaldor of Newnham.